# Perognathus alticola
Perognathus alticola är en däggdjursart som beskrevs av Samuel N. Rhoads 1894. Perognathus alticola ingår i släktet fickspringmöss, och familjen påsmöss. Inga underarter finns listade i Catalogue of Life. Wilson & Reeder (2005) skiljer mellan två underarter.
Arten förekommer i en mindre bergstrakt i Kalifornien (USA) mellan 1070 och 1830 meter över havet. Habitatet utgörs av främst torra gräsmarker med några glest fördelade buskar eller träd. Perognathus alticolus hittades även på övergiven jordbruksmark som var täckt med tistlar samt i bergsskogar. Individerna är aktiva på natten. De vilar i tunnelsystem och äter olika växtdelar samt smådjur. Arten har liksom andra fickspringmöss kindpåsar för att transportera födan.